# Бесконачност
Бесконачност (од лат: infinitas - неограничено; симбол: {\displaystyle \infty }) је битан појам у математици, филозофији и теологији. Овај појам није искуствен, јер га није могуће видети, опипати или на било који чулни начин спознати; он се обрађује искључиво мисаоним методама.
У филозофији, бесконачно је оно што је без почетка и свршетка, чему се не могу одредити границе, нити се може умски до краја схватити. У теологији, бесконачност је темељна ознака врховног бића (Бога), за разлику од створених бића која су нужно коначна и ограничена. У математици је то количина која није коначна.
У математици, „бесконачност” се обично третира као број (тј., њиме се пребројавају или мере ствари: „бесконачан број појмова”) али то није иста врста броја као природни или реални број.
Георг Кантор је формализовао многе идеје везане за бесконачност и бесконачне скупове током касног 19. и раног 20. века. У теорији коју је он развио, постоје бесконачни скупови различитих величина (званих кардиналности). На пример, скуп целих бројева је пребројиво бесконачан, док је бесконачни скуп реалних бројева непребројив.

## Бесконачност у филозофији
У филозофији, бесконачно је оно што је неограничено, што иде изван било које утврђене границе. Истраживање овог појма иде уназад барем до Зенона из Елеје, а математички приступ почиње са Еудоксом из Книда (4. век п. н. е.).
У филозофији простора и времена проблеми се појављују са бескрајно малом и са бескрајно великом или неограниченом природом. Кант је у антиномијама тврдио да је немогуће конзистентно посматрање простора или времена као коначног или бесконачног, а то је кључни елемент у његовој идеалистичкој теорији времена и простора као наметнутих непознатој природи од стране наших форми чулности.

## Бесконачност у математици
Математика се бави величинама и користи се симболима. Стога је у математици бесконачност повезана са величинама (и има свој симбол). У математици постоји бесконачно велика величина, али такође и бесконачно мала величина (што је скоро исто што и нула). У природи бесконачност није реална претпоставка. Чак и када се говори о васиони, говори се о димензијама односно о некаквим границама. Када се говори о суперпроводности, није у питању бесконачно мала отпорност већ толико мала да није мерљива (али ипак постоји и може се исписати бројкама). Када се говори о бесконачности времена, употребљава се израз вечност.
Бесконачност је један од „тежих“ појмова филозофије, али у математици исти појам и није тако спекулативан. Нешто што је бесконачно у математици би требало бити у релацији поретка, не сме бити коначно и не сме бити контрадикторно. И то је све. Коначни су природни, цели, рационални и ирационални број, дакле сваки реалан број је коначан, а за комплексне не важи релација поретка и ту негде завршава спекулација.
Постоје две врсте бесконачности у математици данас: потенцијална и актуелна. Потенцијалну бесконачност су увели у математику Исак Њутн и Готфрид Вилхелм Лајбниц када су открили инфинитезимални рачун, а актуелну бесконачност су открили Георг Кантор и Јулијус Вилхелм Ричард Дедекинд са открићем теорије скупова.

### Потенцијална бесконачност
Исак Њутн је у 17. веку открио да можемо рачунати на низ величина које постају веће од сваког унапред датог броја, и да при томе не упаднемо у контрадикције; своје откриће је назвао рачун флуксија. Негде у исто време, слично откриће имао је и Готфрид Лајбниц. Обојица су приметили да се тачки О на Х-оси можемо приближавати са десне стране, узимајући редом бројеве: 0,1 затим 0,01 па 0,001 итд. бесконачан низ корака, све мањих бројева, а да за неко коначно време, тј. за неки коначан број корака не можемо достићи тачну вредност нула. То је област инфинитезималног рачуна, на енглеском калкулус.

### Актуелна бесконачност
Актуелна бесконачност је у математику ушла са Г. Кантором и Дедекиндом крајем XIX и почетком XX века. Оснивачи теорије скупова су приметили да пребројавати нешто значи успоставити функцију бијекцију - обострано једнозначно пресликавање, између скупа природних бројева и предмета које бројимо. Када бројимо лоптице у некој кутији, одвојимо прву и кажемо један, затим одвојимо другу и кажемо два, одвојимо трећу - три, итд. док не извадимо последњу лоптицу из кутије. Последњи изговорени број је број лоптица у кутији, јер смо направили релацију где са тачно једним од бројева иде тачно једна од лоптица из кутије. Оснивачи теорије скупова су отишли и даље и упоредили су по величини неке познате скупове. Међусобно су упоредили величине скупова природних, целих, рационалних и ирационалних бројева. Број елемената скупа назвали су кардинални број тог скупа.

#### Пребројавање
У време када је откривено пребројавање већ је била веома развијена математичка анализа, Њутн-Лајбницов рачун, и знало се да не постоји највећи природни број (најмањи је број 1).
1. Први од наведених, скуп природних бројева {1, 2, 3, ...}, означили су са {\displaystyle \mathbb {N} \,} и доделили му кардинални број алеф нула {\displaystyle \aleph _{o}.\,} Приметимо да све што се може бројати редом: први, други, трећи, ... у бескрај, на начин да се у један такав низ могу ставити сви његови елементи, може прогласити скупом са кардиналним бројем алеф нула. За сваки такав скуп кажемо да је пребројив скуп.
2. Пребројив скуп је скуп целих бројева {\displaystyle \mathbb {Z} ,\,} јер га целог можемо поређати у један низ, у којем нема понављања: 0, +1, -1, +2, -2, +3, -3, .... Приметимо да се овај скуп пребројава спорије, али да то није битно јер природних бројева има довољно. Кардинални број скупа целих бројева је такође алеф нула, тј. {\displaystyle kard(\mathbb {Z} )=\aleph _{o}.}
3. Пребројив је и скуп рационалних бројева, тј. скуп разломака {\displaystyle \mathbb {Q} =\left\{{\frac {m}{n}}|m\in \mathbb {Z} ,n\in \mathbb {N} \right\}.}
4. Није пребројив скуп ирационалних бројева {\displaystyle \mathbb {I} .}

Према томе није пребројив нити скуп реалних бројева {\displaystyle \mathbb {R} ,} јер је он унија рационалних и ирационалних, који немају међусобно једнаких елемената. Други закључак, оснивачи теорије скупова су нашли најмање две актуелне бесконачности, прву су назвали алеф нула, а друга је континуум.

#### Теореме
Теорема 1Унија пребројиво много пребројивих скупова је пребројива.
ДоказЕлементе пребројивих скупова можемо редати у низове. Елементе првог скупа означимо са {\displaystyle X_{11},X_{12},X_{13},...,} другог скупа са {\displaystyle X_{21},X_{22},X_{23},...,} трећег са {\displaystyle X_{31},X_{32},X_{33},...} Сложимо ове низове у матрицу, као на слици десно, и кренимо их пребројавати по споредним дијагоналама. У првој дијагонали, горе лево, имамо само један елеменат {\displaystyle X_{11},} у другој их имамо два {\displaystyle X_{21},X_{22},} итд. у n-тој дијагонали имаћемо тачно n = 1, 2, 3, ... елемената. У свакој од ових дијагонала збир индекса Х-ова биће тачно n+1. Према томе, ако је унапред дат произвољан елеменат, било којег од ових скупова, нпр. {\displaystyle X_{kj}}, пре свега он се налази у унији, и са друге стране, налази се у n=k+j+1-тој дијагонали, тј. у току пребројавања доћи ће на ред након коначно много корака. Према томе, унија датих скупова је пребројива. Крај доказа.
Посебно, можемо лако израчунати редни број елемента {\displaystyle X_{kj}} из пребројавања са слике. Рбр. је
(број свих елемената у претходним дијагоналама) + (бр. елемената у последњој дијагонали) =
(1 + 2 + 3 + ... + (k+j)) + j = {\displaystyle {\frac {(k+j)(k+j+1)}{2}}+j.}
Последица ове теореме је пребројивост скупа рационалних бројева. Поређамо разломке у редове матрице. Слева удесно, одозго надоле, стоје редови: {\displaystyle {\frac {1}{1}},{\frac {2}{1}},{\frac {3}{1}},...}, затим {\displaystyle {\frac {2}{1}},{\frac {2}{1}},{\frac {2}{1}},...}, и тако даље. Овај скуп елемената је пребројив. Затим додамо нулу, и за сваког од ових разломака додамо по још један разломак исте апсолутне вредности али супротног знака. Елементи тако увећаног скупа се такође могу опет поређати, наизменично плус минус, у сличну матрицу. У току тог пребројавања, прескачемо елеменат, разломак чија се вредност понови.
Теорема 2Скуп реалних бројева из интервала (0,1) није пребројив.
Број је у овом интервалу, ако је већи од нуле и мањи од један.
ДоказДоказ ћемо извести свођењем на контрадикцију ( Канторов дијагонални поступак). Претпоставимо да је могуће све бројеве из (0,1) поређати у низ, и означимо тај низ са {\displaystyle (a_{n})}, tj. {\displaystyle a_{1},a_{2},a_{3}...} Како се сваки реалан број може написати у облику децималног броја (бесконачног децималног разломка), који може завршавати и бесконачним бројем нула, то је низ:
{\displaystyle a_{1}=0,a_{11}a_{12}a_{13}...a_{1n}...}
{\displaystyle a_{2}=0,a_{21}a_{22}a_{23}...a_{2n}...}
{\displaystyle a_{3}=0,a_{31}a_{32}a_{33}...a_{3n}...}
...
{\displaystyle a_{m}=0,a_{m1}a_{m2}a_{m3}...a_{mn}...}
...
где је {\displaystyle a_{kj}} једна од цифара 0, 1, 2, ..., 9. Формирајмо сада реалан број {\displaystyle b=0,b_{1}b_{2}b_{3}...b_{n}...,} где су децималне цифре {\displaystyle b_{n}} такође цели бројеви од 0 до 9, и који је очигледно из истог интервала (0,1). По претпоставци, ма како му бирали цифре, овај број би сваки пут морао бити један од бројева из низа {\displaystyle (a_{n})}. Међутим, бираћемо цифре броја {\displaystyle b} тако да је {\displaystyle b_{n}=1,} ако је {\displaystyle a_{nn}=0} и {\displaystyle b_{n}=0,} ако {\displaystyle a_{nn}\neq 0.} Погледајмо шта смо добили. Добили смо број b који није једнак ниједном броју низа a, јер се од сваког (нпр. к-тог у низу) разликује бар у једној цифри (к-тој). То је контрадикција са претпоставком да су у датом низу сви реални бројеви интервала (0,1). Крај доказа.
Кардинални број скупа реалних бројева назива се континуум и означава са с и {\displaystyle \aleph _{0}<c}. Претпоставка да између алеф нула и континуума нема других кардиналних бројева позната је као хипотеза континуума. Након Кантора, било је покушаја да се она докаже, или оспори, али без успеха, све до Гедела (Gödel) и Кохена (Cohen), који су доказали да је она независна од претходне теорије скупова, те да се она може прихватити као аксиома, или једнако одбацити. Ако прихватимо хипотезу континуума, онда уместо с можемо користити ознаку алеф један, тј. {\displaystyle \aleph _{1}.}

#### Примери
Рекли смо да су два скупа еквивалентна ако се између њих може успоставити бијекција, биунивока кореспонденција, односно обострано једнозначно пресликавање. Ако су скупови еквивалентни онда имају исти кардинални број, тј. број елемената. Ако скуп има једнако елемената као скуп природних бројева, онда за тај скуп кажемо да је пребројив и да му је кардинални број алеф нула, тј. {\displaystyle \aleph _{0}}.
Пример 1Скуп природних бројева еквивалентан је скупу парних бројева.
Јер низ 2, 4, 6, ..., 2n, ... можемо пресликати на низ 1, 2, 3, ..., n, ... бијективно.
Пример 2Сваки део пребројивог скупа је коначан или пребројив.
ОбјашњењеНека је A пребројив скуп. Чланови скупа А могу се поређати у низ {\displaystyle A_{1},A_{2},A_{3}...}. Нека је {\displaystyle B\subseteq A} и нека су {\displaystyle b_{1},b_{2}...} они елементи низа А који су уједно елементи низа B. Ако међу овима не постоји највећи елеменат скуп B је коначан, у супротном он је пребројив.
Пример 3(а) Скуп тачака у равни {\displaystyle (\mathbb {Q} ^{2}=\mathbb {Q} \times \mathbb {Q} )} чије су координате рационални бројеви је пребројив;
(б) Скуп тачака у к-димензионалном простору {\displaystyle (\mathbb {Q} ^{k})} је пребројив.
Пример 4Сваки бесконачан скуп садржи један пребројив подскуп.
ОбјашњењеНека је А бесконачан скуп и нека је његов елеменат {\displaystyle a_{1}\in A.} Тада, јер је А бесконачан, постоји пребројив низ елемената {\displaystyle a_{2}\neq a_{1};a_{3}\neq a_{1},a_{2};...}
Међутим, међу бесконачним бројевима, кардиналима, поредак није нешто што се подразумева по себи.
Пример 5(Кантор-Бернштајнова теорема) Ако је скуп А еквивалентан једном делу скупа B, и ако је обратно, скуп B еквивалентан једном делу скупа А, тада су скупови А и B еквивалентни.